# Gillian Carleton
Gillian Alyssa Carleton (Scarborough, 3 dicembre 1989) è un'ex pistard ed ex ciclista su strada canadese.

## Carriera
Nel 2012 ha vinto la medaglia di bronzo nell'inseguimento a squadre ai Giochi olimpici di Londra.

## Palmarès

### Pista
- 2013

3ª prova Coppa del mondo 2012-2013, Inseguimento a squadre (Aguascalientes, con Jasmin Duehring e Stephanie Roorda)
Campionati canadesi, Omnium
Los Angeles Grand Prix, Inseguimento a squadre (Los Angeles, con Allison Beveridge, Laura Brown, Jasmin Duehring e Stephanie Roorda)
- 2014

Campionati panamericani, Omnium
Fastest Woman on Wheels, Corsa a punti (Breinigsville)

### Strada
- 2013 (Team Specialized-lululemon, una vittoria)

1ª tappa Tour Languedoc Roussillon (Béziers > Béziers)

## Piazzamenti

### Competizioni mondiali
- Campionati del mondo su pista

Melbourne 2012 - Inseguimento a squadre: 3ª
Minsk 2013 - Inseguimento a squadre: 3ª
Minsk 2013 - Omnium: 5ª
- Giochi olimpici

Londra 2012 - Inseguimento a squadre: 3ª